# Phrynium maximum
Phrynium maximum är en strimbladsväxtart som beskrevs av Carl Ludwig von Blume. Phrynium maximum ingår i släktet Phrynium och familjen strimbladsväxter. Inga underarter finns listade.